# Xemeneia de la Linera (Parets del Vallès)
La Xemeneia de la Linera és una obra de Parets del Vallès (Vallès Oriental) inclosa a l'Inventari del Patrimoni Arquitectònic de Catalunya.

## Descripció
Xemeneia de planta circular de secció tronco cònica de peces ceràmiques recolzada en una base àmplia i coronada amb un treball coronament.

## Història
El 1880 s'instal·la la indústria Linera a Parets i tanca el 1971.
Juntament amb la casa del director, actual Escola de Música, són els darrers vestigis visibles de la Indústria Linera. La xemeneia presideix el parc municipal de la Linera, com a testimoni d'un record d'una altra època.